# Jesse B. Thomas
Jesse Burgess Thomas, född 1777 i Mecklenburg (nuvarande Shepherdstown), Virginia (nuvarande West Virginia), död 2 maj 1853 i Mount Vernon, Ohio, var en amerikansk politiker. Han representerade delstaten Illinois i USA:s senat 1818-1829.
Thomas studerade juridik i Kentucky. Han flyttade 1803 till Indianaterritoriet. Demokrat-republikanen Thomas representerade Indianaterritoriet som en icke röstberättigad delegat i USA:s kongress 1808-1809. Han var sedan domare i en federal domstol i Illinoisterritoriet 1809-1818.
Illinois blev 1818 USA:s 21:a delstat. Till de två första senatorerna valdes demokrat-republikanerna Thomas och Ninian Edwards. Thomas var senare en anhängare av William H. Crawford och därefter hörde han till anhängarna av USA:s president John Quincy Adams. Thomas efterträddes 1829 som senator av John McLean.
Thomas begick 1853 självmord i Ohio och gravsattes på Mound View Cemetery i Mount Vernon.